# Sporting athlétique de Marrakech
Maillots
Le Sports Athlétiques de Marrakech (en arabe : سبورتينغ مراكش الرياضي), plus couramment abrégé en SAM, est un ancien club sportif marocain omnisports fondé en 1927 et fusionné avec l'AS Marrakech en 1956 (après l'indépendance du pays), et basé dans la ville de Marrakech.

## Histoire
Étant premier club marocain de football fondé à Marrakech (en 1927 exactement), le SAM est considéré comme l'un des prestigieux clubs marocains.
Palmarés riche, 4 fois Champion du Critérium National (zone sud), sacré Champion du Maroc en 1953, une Coupe du Maroc en 1934, une Supercoupes du Maroc en 1937 et une Coupe d'Ouverture de la Saison. Le club a fait honoré la ville rouge en gagnant deux titres internationales, celles de la Coupe des vainqueurs de l'ULNAF.

## Palmarès et statistiques

### Palmarès
| Compétitions nationales | Compétitions internationales                                                                            |
| - Botola Pro1 (1) : - Champion : 1952/53 - Vice-champion : 1936/37 et 1937/38 - Coupe du Maroc (1) : - Vainqueur : 1934 - Finaliste : 1938 - Supercoupe du Maroc (1) : - Vainqueur : 1937 - Finaliste : 1938, 1953 - Coupe d'Ouverture (1) : - Vainqueur : 1953 - Finaliste : 1946 - Championnat (Ligue du Sud) (4) - Champion : 1931/32, 1941/42, 1942/43 et 1943/44 | - Coupe des coupes de l'ULNA (2) : - Vainqueur : 1939 et 1942 - Supercoupe de l'ULNA - Finaliste : 1942 |

## Personnalités

### Entraîneurs
- Auvergne

### Joueurs emblématiques
- Ahmed Belghali
- Ahmed Nasri "Chinois"
- André Arbacette
- Bottini
- Boucetta
- Clérouin
- Cohen
- Daniel Arbacette "Dédé"
- Ducourneau
- Dussoni
- Hamoud
- Henri Bonhomme
- Kuipper
- Lahoucine
- Lucien
- Marcel Lopez
- Mamoun
- Martinez
- Michel Denjean "Chellou"
- Michel Ferre
- My. Abdesslem
- Pierrot Juncas
- Thomas